# Дахаграм
Дахаграм-Ангарпота (бенг. দহগ্রাম ইউনিয়ন) — единственный современный эксклав Бангладеш. Расположен в индийском округе Куч-Бихар в 200 м от бангладешской границы. Его площадь составляет 18,7 км², он был самым большим эксклавом страны в бывшем анклавном комплексе Куч-Бихара, образованном в 1713 году. В 1947 году Британская Индия была разделена на два независимых государства, Пакистан и Индию, в результате была создана проблема анклавов.
До 1953 года Пакистан утверждал, что этот эксклав был связан с его территорией, но проверка карт показала обратное. С тех пор судьба этой территории стала проблемой для обеих стран. В 1965 году начались боевые действия на границе этой области, но вскоре после этого было объявлено о прекращении огня.
После отделения Бангладеш из Пакистана было подписано новое соглашение, чтобы устранить эксклав. Однако, это соглашение не было выполнено, и Дахаграм продолжал существовать. Новое соглашение было подписано в 1982 году и осуществлено лишь в 1992 году. Это соглашение позволило создать неустойчивый коридор между Бангладеш и Дахаграм.
Бангладеш и Индия 6 сентября 2011 года подписали соглашение о создании коридора Тин Бингха через полосу индийской территории, отделяющей Дахаграм от основной части Бангладеш. Коридор был сдан в аренду Бангладеш на неопределённый срок, позволяя эксклаву быть доступным 24 часа в сутки.